# Scherma ai V Giochi panamericani
I Giochi Panamericani di scherma del 1967 si sono svolti a Winnipeg, in Canada ed hanno visto lo svolgimento di 8 gare, 6 maschili e 2 femminili.

## Podi

### Uomini
| Evento      | Oro                                                                            | Argento                                                                   | Bronzo                                                       |
| Spada       |                                                                                |                                                                           |                                                              |
| Individuale | Arthur Ribeiro                                                                 | Frank Anger                                                               | Paul Pesthy                                                  |
| A squadre   | Stati Uniti Frank Anger Paul Pesthy Ralph Spinella Carl Borack                 | Brasile Arthur Ribeiro Carlos Couto José Maria Pereira Darío Amaral       | Venezuela Silvio Fernández Félix Piñero Roberto Drayer       |
| Fioretto    |                                                                                |                                                                           |                                                              |
| Individuale | Guillermo Saucedo                                                              | Albert Axelrod                                                            | Orlando Nannini                                              |
| A squadre   | Argentina Orlando Nannini Guillermo Saucedo Fernando Petrella Evaristo Prendes | Stati Uniti Edwin Richards Robert Russell Jeffrey Checkes Albert Axelrod  | Cuba Enrique Lugo Orlando Ruíz Dagoberto Borges Luis Morales |
| Sciabola    |                                                                                |                                                                           |                                                              |
| Individuale | Anthony Keane                                                                  | Román Quinos                                                              | Peter Samek                                                  |
| A squadre   | Stati Uniti Anthony Keane Walter Farber Thomas Balla Csaba Gall                | Argentina Román Quinos Norberto Mattiazo Alberto Lanteri Gustavo Vassallo | Canada John Andru Peter Samek Les Samek Robert Foxcroft      |

### Donne
| Evento      | Oro                                                                   | Argento                                                                | Bronzo                                                         |
| Fioretto    |                                                                       |                                                                        |                                                                |
| Individuale | Pilar Roldán                                                          | Harriet King                                                           | Pacita Wiedel                                                  |
| A squadre   | Stati Uniti Harriet King Janice Romary Maxine Mitchell Veronica Smith | Cuba Margarita Rodríguez Milady Tack-Fang Norma Obrador Alina Expósito | Canada Pacita Wiedel Donna Hennyey Sigrid Chatel Louise Agoues |

## Medagliere
| #      | Nazione     | Oro | Argento | Bronzo | Totale |
| ------ | ----------- | --- | ------- | ------ | ------ |
| 1      | Stati Uniti | 4   | 4       | 1      | 9      |
| 2      | Argentina   | 2   | 2       | 1      | 5      |
| 3      | Brasile     | 1   | 1       | 0      | 2      |
| 4      | Messico     | 1   | 0       | 0      | 1      |
| 5      | Cuba        | 0   | 1       | 1      | 2      |
| 6      | Canada      | 0   | 0       | 4      | 4      |
| 7      | Venezuela   | 0   | 0       | 1      | 1      |
| Totale | Totale      | 8   | 8       | 8      | 24     |